# John George Beresford
John George Beresford (Dover, 10 giugno 1847 – Washington, 8 maggio 1925) è stato un giocatore di polo irlandese.
Partecipò al torneo di polo della II Olimpiade di Parigi del 1900. La sua squadra, l'anglo-statunitense Foxhunters Hurlingham, vinse la medaglia d'oro.

## Palmarès
| Anno | Manifestazione  | Sede   | Evento | Risultato |
| ---- | --------------- | ------ | ------ | --------- |
| 1900 | Giochi olimpici | Parigi | Polo   | Oro       |